# Spring Mill
Spring Mill – miasto w Stanach Zjednoczonych, w stanie Kentucky, w hrabstwie Jefferson.